# Федькино (Ульяновская область)
Федькино — село Тереньгульского городского поселения Тереньгульского района Ульяновской области.
Расположено на малом притоке Баромытки в 7 км к северу от районного центра Тереньга и в 5 км к западу от станции Молвино. Рядом с селом проходит автодорога Ульяновск — Сызрань.

## История
В 1780 году, при создании Симбирского наместничества, деревня Феткина, крещёных чувашей, вошла в состав Сенгилеевского уезда. На тот момент в деревне числилось 141 ревизских душ.
В 1859 году деревня Федькино, удельных крестьян, входила в 1-й стан Сенгилеевского уезда Симбирской губернии. В 130 дворах жило 453 мужчины и 502 женщины.
В 1863 и 1906 годах в селе имели место крестьянские волнения, которые были подавлены.
С 1871 года существует начальная земская школа.
В 1877 году в селе прихожанами была построена деревянная церковь — во имя Архистратига Божьего Михаила.
В 1900 году в 219 дворах проживали 632 мужчины и 656 женщин.
В 1913 году в русском и чувашском селе Федькино было 335 дворов, 1675 жителей, Михайло-Архангельская церковь, училище (1869), 3 водяные мельницы, крестьяне занимались плотницким, мельничным, бондарным промыслами.

## Население
| 2010 |
| ---- |
| 358  |

В 1996 население — 668 человек, преимущественно русские.

## Инфраструктура
Центр СПК «Федькинский», школа, отделение связи.

## Достопримечательности
- Родник[6].
- Родник «Бездонный колодец» (в 5 км от села)[7][8][9][10].
- Памятник воинам-односельчанам, погибшим в годы Великой Отечественной войны (1991 г.)[11].

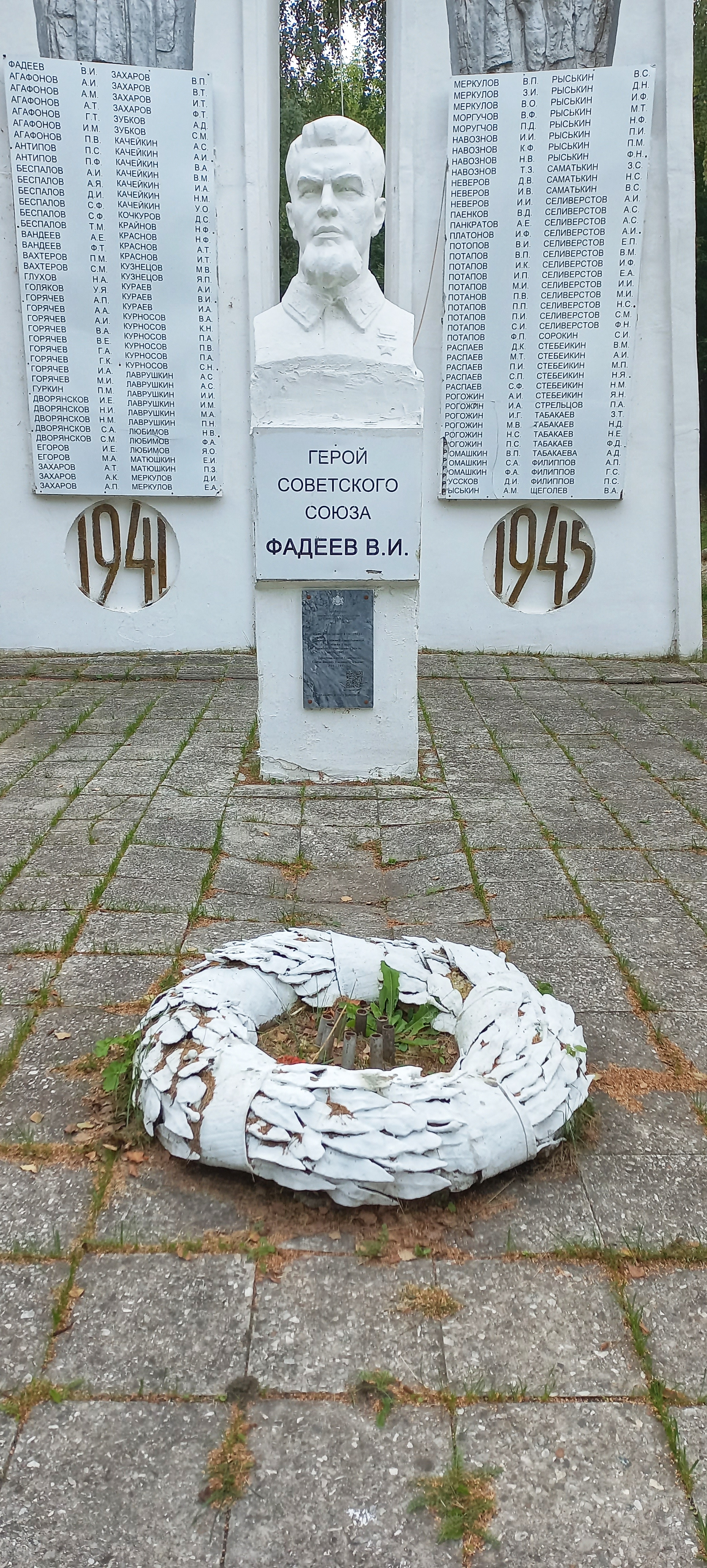
Памятник-бюст Герою Советского Союза Вадиму Ивановичу Фадееву (1917-1943 гг.).

- Памятник-бюст Герою Советского Союза Вадиму Ивановичу Фадееву (1917-1943 гг.).Бюст уроженцу села Фадееву Вадиму Ивановичу.